# Под сянката на падишаха
„Под сянката на падишаха“ (на немски: Im Schatten Des Grossherrn) е цикъл от 6 (7 в първата му версия) приключенски романа на немския писател Карл Май. Главните герои са Кара Бен Немзи и Хаджи Халеф Омар, историята се развива в Ориента (поради това този цикъл е известен също като цикъл „Ориент“).

## Създаване на цикъла
В основата на цикъла са текстове, които Карл Май публикува с прекъсване дълги години в католическия седмичник сп. „Дойчер Хаусшац“, Пустет Ферлаг, Регенсбург, между 1881 и 1888 г.
Печатната версия на „Събрани приключенски романи“ на издателство „Фезенфелд“ във Фрайбург от 1892 г. започва с Ориент цикъла. Версията от списанието е преработена и разпределена в шест тома, като в края на шестия том се появява и значително по-късно написаният епилог за смъртта на врания жребец Рих.
Същите имена и номера от 1 до 6 дава на отделните части на цикъла и издателство Karl-May-Verlag, Bamberg в „Събрани съчинения“ (осемдесет и седем тома).